# منى إينيس تريسي
منى إينيس تريسي (بالإنجليزية: Mona Innis Tracy)‏ (1892، أديلايد في أستراليا - 1959)؛ كاتِبة، صحفية، شاعرة وروائية نيوزيلندية-أسترالية.